# Mikołaj Działyński (wojewoda inowrocławski)
Mikołaj Działyński herbu Ogończyk (zm. 1491) – polski szlachcic. 
Prawdopodobnie wnuk Piotra z Działynia jako prawdopodobny syn Mikołaja, wzmiankowany od 1464. W czasie wojny trzynastoletniej w 1465 powierzono mu obronę Dobrzynia nad Wisłą. W latach 1467–1472 poświadczony jako dworzanin królewski.
Jako podkomorzy brzeski notowany 26 lipca 1476, od 1478 kasztelan dobrzyński, a od jesieni 1484 wojewoda inowrocławski. Był także starostą brodnickim od 1485.
Niedługo przed 1470 ożenił się z Febronią, córką Włodka z Danaborza, z którą miał syna Mikołaja (przyszłego wojewodę pomorskiego) i cztery córki: Katarzynę (żonę starosty wiskiego Jakuba z Glinek Małych), Annę (żonę starosty rogozieńskiego Łukasza de Allena), Małgorzatę (żonę wojewody płockiego Stanisława Szreńskiego) oraz Jadwigę (żonę kasztelana wiskiego Jana Iłowskiego).